# Powiat Pułtuski
Der Powiat Pułtuski ist ein Powiat (Kreis) in der Woiwodschaft Masowien in Polen. Der Powiat hat eine Fläche von 828,6 km², auf der etwa 51.000 Einwohner leben. Die Bevölkerungsdichte beträgt 62 Einwohner auf 1 km² (2004).

## Geschichte
Von 1939 bis 1945 war das Gebiet als Landkreis Ostenburg Teil des neuen Regierungsbezirkes Zichenau der Provinz Ostpreußen.

## Gemeinden
Der Powiat umfasst sieben Gemeinden, davon eine Stadt-und-Land-Gemeinde und sechs Landgemeinden.

### Stadt-und-Land-Gemeinde
- Pułtusk

### Landgemeinden
- Gzy
- Obryte
- Pokrzywnica
- Świercze
- Winnica
- Zatory